# گوپیچاند جاسوس
گوپیچاند جاسوس (به هندی: Gopichand Jasoos) فیلمی محصول سال ۱۹۸۲ و به کارگردانی نارش کومار است. در این فیلم بازیگرانی همچون راج کاپور، زینت امان، سوجیت کومار، آی.اس. جوهر ایفای نقش کرده‌اند.